# 天龍川

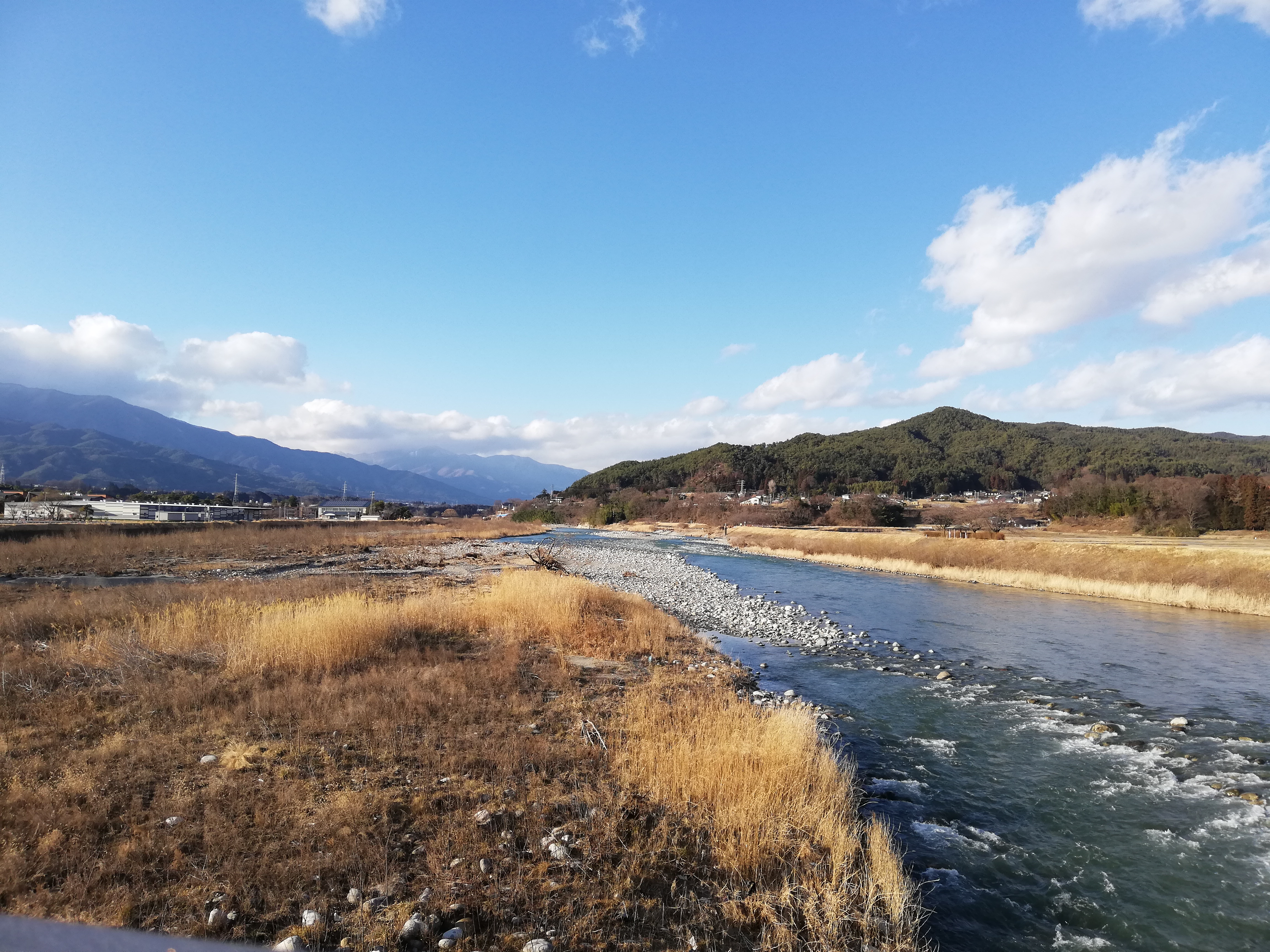
從駒見大橋望向天龍川

天龍川（日语：／ Tenryūgawa */?）為日本的一條河流。流經長野縣、愛知縣與静岡縣。總長度213公里，流域面積5,050平方公里。發源于長野縣諏訪湖，注入靜岡縣遠州灘。
天龍川經常被鄰近地區的人稱為「狂暴的天龍（暴れ天龍）」，因為只要一發生暴雨或颱風河川就會暴漲，並使鄰近地區造成災害。

## 流域自治體
長野縣
岡谷市、上伊那郡辰野町、箕輪町、南箕輪村、伊那市、上伊那郡宮田村、駒根市、上伊那郡飯島町、中川村、下伊那郡松川町、高森町、豐丘村、喬木村、飯田市、下伊那郡下條村、泰阜村、阿南町、天龍村
愛知縣
北設樂郡豐根村、東榮町
靜岡縣
濱松市（天龍區・濱名區・中央區）、磐田市

## 外部連結
- 天竜川上流河川事務所（页面存档备份，存于） （国土交通省中部地方整備局）
- 浜松河川国道事務所（页面存档备份，存于） （国土交通省中部地方整備局）